# Ретиро (станция метро, Линия E)
«Ретиро» — конечная станция северо-восточной линии сети E метрополитена Буэнос-Айреса. Расположена под Авенидой дель Либертадор в районе Ретиро, в нескольких метрах от железнодорожных станций Ретиро и Автовокзала. Позволяет пересаживаться на аналогичные станции C, а также на проектируемые линии G и H.

## Оформление станции
Станция имеет центральную платформу и три уровня. На первом уровне находятся два вестибюля с выходами, на втором — кассы, а на третьем — платформа, расположенная на 25 метрах под Авенидой дель Либертадор. Декор — стены оформлены в виде контуров различных оттенков фиолетового и синего цветов. За станцией находится маневровый путь.